# I Rise
I Rise – utwór amerykańskiej piosenkarki Madonny wydany 3 maja 2019 jako pierwszy singel promocyjny jej czternastego albumu Madame X. 4 października utwór stał się radiowym singlem we Włoszech. Remiks Tracy Young wygrał nagrodę Grammy w kategorii Najlepsze zremiksowane nagranie.

## Geneza i wydanie
„I Rise” zostało napisane przez Madonnę, Starrah oraz Jasona Evigana, który wraz z Madonną wyprodukował tę piosenkę.

Napisałam «I Rise» jako sposób dania głosu wszystkim zmarginalizowanym ludziom, którzy myślą, że nie mają żadnej możliwości by powiedzieć co myślą. Ten rok [2019] jest pięćdziesiątą rocznicą pierwszej parady równości i mam nadzieję, że ta piosenka zachęca wszystkie osoby do bycia kim są, by wyrażały siebie i kochały siebie.

Utwór ten został wydany 3 maja 2019 jako singel promocyjny oraz przy tej okazji zostało zapowiedziane, że poza pierwszym singlem i tą piosenką zostaną wydane jeszcze trzy utwory, w tym drugi singel „Crave”. Do specjalnej edycji albumu została dołączona dodatkowa płyta gramofonowa z normalną oraz instrumentalną wersją „I Rise”. 19 lipca oraz 16 sierpnia zostały wydane remiksy piosenki. 4 października utwór został wypuszczony we włoskich stacjach radiowych jako trzeci singel albumu. Z okazji Black Friday, 29 listopada 2019 w Stanach został wydany winyl z remiksami „I Rise”.

## Kompozycja
„I Rise” jest zauto-tune’owaną balladą o średnim tempie. Na początku piosenki została wstawiona wypowiedź amerykańskiej aktywistki Emmy González z wywiadu przeprowadzonego z nią w lutym 2018. Piosenka mówi o przetrwaniu, wyrwaniu się z przeciwności społecznych współczesnego świata i „sposobie przekazywania głosu wszystkim zmarginalizowanym ludziom, którzy czują, że nie mają okazji wypowiadać swoich myśli”, jak mówi sama Madonna.

## Promocja

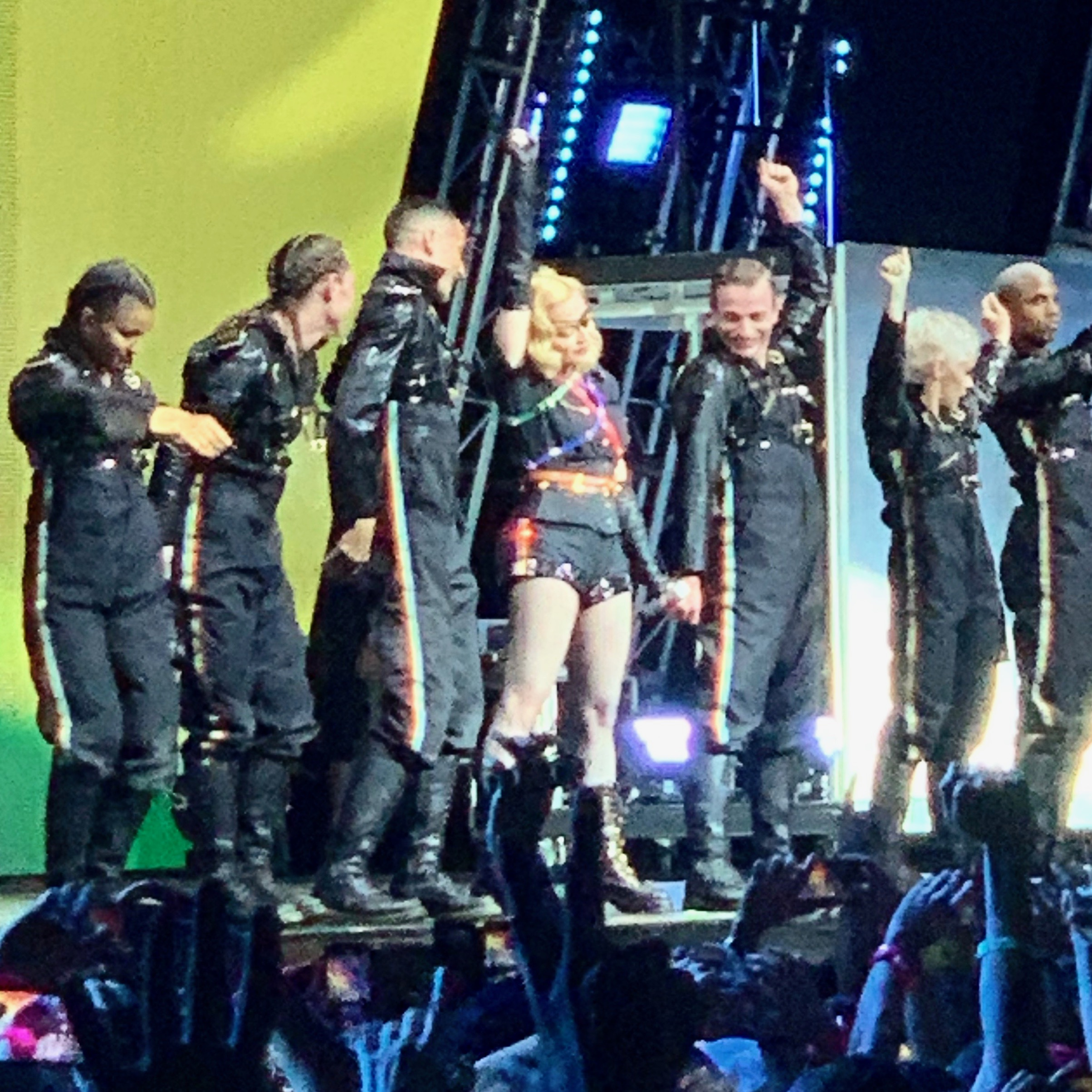
Madonna wykonująca „I Rise” na koncercie Stonewall 50 – WorldPride NYC 2019 w Nowym Jorku, czerwiec 2019.

### Teledysk
19 czerwca 2019 roku magazyn Time opublikował teledysk do „I Rise”, który był wyreżyserowany przez Petera Matkiwskyego. Klip zaczyna się od przemowy Emmy Gonzales i później ukazuje materiały telewizyjne przedstawiające protesty przeciwko posiadaniu broni, osoby wspierające równość osób LGBT, ubóstwo oraz katastrofy naturalne.

### Wystąpienia na żywo
Madonna wykonała „I Rise”, wraz z „Vogue”, „American Life” oraz „God Control” 30 czerwca 2019 roku na koncercie Stonewall 50 – WorldPride NYC 2019 w Nowym Jorku. Madonna wykonuje „I Rise” jako bis na trasie koncertowej Madame X Tour.

## Odbiór

### Krytyczny
Trey Alston ze stacji MTV opisał „I Rise” jako „mocny i budujący hymn”. Thomas Bleach napisał, że utwór jest „klasyczną balladą Madonny”, dodając „jest ona dramatyczna, nastrojowa i inspirująca” oraz że dobrze oddaje koncept całego albumu. TJ Lovell z Medium zapisał, że typowo dla Madonny, Madame X również kończy się balladą, którą jest „I Rise”. Zauważył on też, że pomimo bycia hymnem dla środowiska LGBT, utwór jest również protestem Madonny wobec obecnej polityki wobec dostępu do broni w Stanach. W przeglądzie piosenki na stronie The Musical Hype uznano piosenkę za „współczesną”, która idealnie wpasowuje się w narrację urbanistycznego popu 2019 roku.

### Komercyjny
„I Rise” uplasowało się w wielu notowaniach najbardziej pobieranych piosenek, np. w Wielkiej Brytanii na 40. miejscu, we Francji na 22., w Grecji na 9., a w Finlandii na 4. miejscu. W Szkocji utwór uplasował się na 45. miejscu, a na Węgrzech 27. miejscu. W Stanach Zjednoczonych piosenka zadebiutowała na 51. miejscu notowania Dance Club Songs w połowie lipca, a pod koniec sierpnia „I Rise” uplasowało się na szczycie tejże listy i utrzymał się w tej liście przez 12 tygodnie. Utwór również w połowie lipca plasował się przez dwa tygodnie na 37. miejscu na liście Dance/Mix Show Airplay. „I Rise” uplasowało się na 31. miejscu 50 piosenek 2019 na liście Dance Club Songs magazynu Billboard.

## Lista utworów
| Digital download / media strumieniowe | Digital download / media strumieniowe | Digital download / media strumieniowe |
| Nr                                    | Tytuł utworu                          | Długość                               |
| ------------------------------------- | ------------------------------------- | ------------------------------------- |
| 1.                                    | „I Rise”                              | 3:44                                  |
|                                       |                                       | 3:44                                  |

| Limitowana edycja płyty gramofonowej (7″) | Limitowana edycja płyty gramofonowej (7″) | Limitowana edycja płyty gramofonowej (7″) |
| Nr                                        | Tytuł utworu                              | Długość                                   |
| ----------------------------------------- | ----------------------------------------- | ----------------------------------------- |
| 1.                                        | „I Rise”                                  | 3:44                                      |
| 2.                                        | „I Rise” (muzyka instrumentalna)          | 3:44                                      |
|                                           |                                           | 7:28                                      |

| Digital download / media strumieniowe (Tracy Young Remixes) | Digital download / media strumieniowe (Tracy Young Remixes) | Digital download / media strumieniowe (Tracy Young Remixes) |
| Nr                                                          | Tytuł utworu                                                | Długość                                                     |
| ----------------------------------------------------------- | ----------------------------------------------------------- | ----------------------------------------------------------- |
| 1.                                                          | „I Rise” (Tracy Young’s Pride Extended Remix)               | 6:31                                                        |
| 2.                                                          | „I Rise” (Tracy Young’s Pride Dub)                          | 6:31                                                        |
| 3.                                                          | „I Rise” (Tracy Young’s Pride Intro Radio Remix)            | 3:50                                                        |
|                                                             |                                                             | 16:52                                                       |

| Digital download / media strumieniowe (Remixes Pt. 2) | Digital download / media strumieniowe (Remixes Pt. 2) | Digital download / media strumieniowe (Remixes Pt. 2) |
| Nr                                                    | Tytuł utworu                                          | Długość                                               |
| ----------------------------------------------------- | ----------------------------------------------------- | ----------------------------------------------------- |
| 1.                                                    | „I Rise” (DJLW Remix)                                 | 4:36                                                  |
| 2.                                                    | „I Rise” (Kue Drops The Funk Remix)                   | 5:56                                                  |
| 3.                                                    | „I Rise” (Offer Nissim Remix)                         | 6:56                                                  |
| 4.                                                    | „I Rise” (Thomas Gold Remix)                          | 3:17                                                  |
| 5.                                                    | „I Rise” (Daybreakers Remix)                          | 5:24                                                  |
| 6.                                                    | „I Rise” (Dj Irene & The Alliance Remix)              | 3:50                                                  |
|                                                       |                                                       | 29:59                                                 |

| Płyta gramofonowa (12″) | Płyta gramofonowa (12″)                     | Płyta gramofonowa (12″) |
| Nr                      | Tytuł utworu                                | Długość                 |
| ----------------------- | ------------------------------------------- | ----------------------- |
| 1.                      | „I Rise” (Tracy Young Pride Extended Remix) | 6:31                    |
| 2.                      | „I Rise” (Kue Drops The Funk Remix)         | 5:56                    |
| 3.                      | „I Rise” (Daybreakers Remix)                | 5:24                    |
| 4.                      | „I Rise” (Thomas Gold Remix)                | 3:17                    |
| 5.                      | „I Rise” (DJLW Remix)                       | 4:36                    |
| 6.                      | „I Rise” (Offer Nissim Remix)               | 6:56                    |
|                         |                                             | 32:40                   |

## Personel
- Madonna – wokale, słowa, kompozycja, produkcja
- Emma González – wokale
- Jason Evigan – słowa, kompozycja, produkcja
- Brittany Talia Hazzard – słowa, kompozycja

Źródło:.

## Notowania
| Terytorium        | Notowanie (2019)            | Najwyższa pozycja | Przypis |
| ----------------- | --------------------------- | ----------------- | ------- |
| Chorwacja         | Airplay Radio Charts        | 95                | [ 25 ]  |
| Finlandia         | Finland Digital Song Sales  | 4                 | [ 26 ]  |
| Francja           | Top Singles Téléchargés     | 22                | [ 18 ]  |
| Grecja            | Greece Digital Song Sales   | 9                 | [ 27 ]  |
| Stany Zjednoczone | Dance Club Songs            | 1                 | [ 28 ]  |
| Stany Zjednoczone | Dance/Mix Show Airplay      | 37                | [ 29 ]  |
| Szkocja           | Scottish Singles Chart      | 45                | [ 20 ]  |
| Węgry             | Single (track) Top 40 lista | 27                | [ 21 ]  |
| Wielka Brytania   | UK Singles Downloads Chart  | 40                | [ 17 ]  |

| Terytorium        | Notowanie (2019) | Pozycja | Przypis |
| ----------------- | ---------------- | ------- | ------- |
| Stany Zjednoczone | Dance Club Songs | 31      | [ 22 ]  |

## Historia wydania
| Obszar            | Data                | Format                                | Wersja                           | Wytwórnia  | Przypis |
| ----------------- | ------------------- | ------------------------------------- | -------------------------------- | ---------- | ------- |
| Cały świat        | 3 maja 2019         | digital download · media strumieniowe | oryginał                         | Interscope | [ 1 ]   |
| Cały świat        | 14 czerwca 2019     | 7″                                    | oryginał · muzyka instrumentalna | Interscope | [ 6 ]   |
| Cały świat        | 19 lipca 2019       | digital download · media strumieniowe | remiksy Tracy Young              | Interscope | [ 7 ]   |
| Cały świat        | 16 sierpnia 2019    | digital download · media strumieniowe | remiksy różnych remikserów       | Interscope | [ 8 ]   |
| Włochy            | 4 października 2019 | contemporary hit radio                | oryginał                         | Universal  | [ 2 ]   |
| Stany Zjednoczone | 29 listopada 2019   | 12″                                   | remiksy różnych remikserów       | Interscope | [ 9 ]   |